# نمایش در چین (کتاب)
نمایش در چین کتابی است از بهرام بیضائی که به انضمامِ نمایشنامه‌های لی کویی، گردبادِ سیاه و مُهرِ تقلبی و دایره‌ی گچی به ترجمهٔ فارسیِ داریوش آشوری در سالِ ۱۳۴۸ نوشته و سالِ بعد منتشر شد.